# Webster County, Kentucky
Webster County är ett administrativt område i delstaten Kentucky, USA, med 13 621 invånare. Den administrativa huvudorten (county seat) är Dixon. 

## Geografi
Enligt United States Census Bureau så har countyt en total area på 869 km². 867 km² av den arean är land och 2 km² är vatten. 

### Angränsande countyn
- Henderson County - norr
- McLean County - nordost
- Hopkins County - sydost
- Caldwell County - söder
- Crittenden County - sydväst
- Union County - nordväst